# Lex Heinze
Lex Heinze var den tyska lagstiftning om strängare straff för sedlighetsförbrytelser och främjande i olika former av otukt, vilken närmast föranleddes av rättegången mot makarna Heinze i Berlin år 1892.
Ett kejserligt dekret uppfordrade samma år riksdagen till verksammare åtgärder mot den offentliga osedligheten, och det följdes av ett lagförslag, som vid nämnda tillfälle ej kom att behandlas, men 1899 återupptogs i något ändrad form dels av regeringen, dels av centerriksdagsmannen Roeren, och efter mycket livliga strider inom riksdagen och pressen omsider, i rätt starkt modifierad form, upphöjdes till lag 25 juni 1900. 
Striden gällde mindre bestämmelserna mot sedlighetsförbrytelser, koppleri och så vidare än de så kallade konst- och teaterparagraferna, vilka inom litterära och konstnärskretsar ansågs onödigt klavbinda det fria konstnärliga skapandet. Ursprungligen stadgades i dessa paragrafer straffbarhet dels för skrifter och framställningar, som, utan att vara otuktiga, dock grovt sårade blygsamhetskänslan och i affärssyfte på ett förargelseväckande sätt offentligen exponeras, dels för offentliga föreställningar, vilka genom grovt kränkande av blygsamhets- och sedlighetskänslorna var ägnade att väcka allmän förargelse. 
Den livliga agitationen mot dessa tänjbara paragrafer,  som leddes av den i mars 1900  "till skydd för konstens och vetenskapens frihet" stiftade föreningen Goethe Bund, understöddes av obstruktion i riksdagen. Slutet blev, att den av de konservativa och centerpartiet bestående riksdagsmajoriteten avstod från de båda angripna paragraferna mot att lagen i övrigt antogs med ett kompromisstadgande om förbud mot att till personer under 16 år utbjuda eller sälja skrifter, avbildningar eller framställningar, som, utan att vara otuktiga, dock grovt sårar blygsamhetskänslan.